# Библиотека Максима Мошкова
Библиоте́ка Макси́ма Мошко́ва — русскоязычная электронная библиотека в Интернете, одна из первых и наиболее известных подобных библиотек в Рунете.
Основана 1 ноября 1994 года Максимом Мошковым. Пополняется главным образом усилиями пользователей Интернета, присылающих в библиотеку оцифрованные ими тексты. Такой способ комплектования обеспечивает «Библиотеке Мошкова» широкую и зачастую весьма оперативную пополняемость, хотя и сказывается в ряде случаев негативно (ошибками, пропусками) на качестве текстов, а также приводит к проблемам с авторскими правами.

## История библиотеки
Идея создания электронной библиотеки, по словам Максима Мошкова, родилась так:

Всё началось с книжного голода. Я, пока учился в школе и в университете, в библиотеку бегал чуть ли не каждый день, был записан в четырёх разных библиотеках. А книжек там всегда не хватало, особенно тех, которые хотелось почитать. И вот, когда я кончил учиться и поступил на работу, то вдруг обнаружил, что есть компьютеры, в компьютерах есть файлы, и среди файлов встречаются файлы книжек. Их набивали, ими менялись. Я застал файлы, у которых была удивительная кодировка, путаница с большими и маленькими буквами. Было видно, с каких древних времён дошли эти файлы. Мне такие Стругацкие попадались, файл образца 1985 или 1983 года. <…> На работе я начал эти файлы коллекционировать. Тогда это была моя персональная библиотека на служебном компьютере. Был 1990 год. В 1994 году я работал в отделении математики. Там был Интернет. И я уже имеющуюся у меня персональную коллекцию файлов разместил в Интернете по протоколу www. Это была моя домашняя страничка, на которой было немного обо мне и моя любимая библиотека.

Первый интернет-адрес библиотеки http://ipsun.ac.msk.su/cgi-bin/html-KOI/, 22 декабря 1998 года сайт переместился на адрес lib.ru, где и располагается поныне.
В 2003 году сайт был удостоен национальной интернет-премии, а в 2004 году — Премии Рунета.
1 апреля 2004 года компания «КМ Онлайн» подала серию судебных исков против Максима Мошкова от имени Эдуарда Геворкяна, Александры Марининой, Василия Головачёва и Елены Катасоновой. Впоследствии оказалось, что к Мошкову не имел особенных претензий никто из вышеозначенных авторов, а сама «КМ Онлайн» начинала свою деятельность примерно с того же, только владельцы сайта, в отличие от Мошкова, ещё и получали прибыль с незаконно размещённых произведений.
Интересы Мошкова в суде защищал Андрей Миронов, юрист Студии Артемия Лебедева, интересы «КМ Онлайн» представляли юристы НП «Национальное общество по цифровым технологиям» (НП НОЦиТ). Дело стало прецедентом давления на электронную библиотеку на основании нарушения авторских прав. В период рассмотрения иска из библиотеки были удалены книги многих авторов, в частности, «Мастер и Маргарита» Михаила Булгакова — права на этот текст принадлежат потомкам Елены Булгаковой.
30 марта 2005 года Останкинский суд Москвы постановил взыскать с Мошкова в пользу Геворкяна 3000 рублей в качестве возмещения морального вреда за «нарушение неимущественного права истца на обнародование произведения», а в выплате компенсации за нарушение авторского права отказать.
На следующий год были поданы иски сразу от нескольких компаний (литературное агентство «ФТМ», портал «КМ онлайн») в связи с размещением в библиотеке Мошкова произведений Гарри Гаррисона «Зима в Эдеме» в переводе Юрия Соколова, «Мой дом, моя чужбина» Александра Зиновьева и «Король Лир» в переводе Пастернака. Было вынесено решение в пользу «КМ онлайн». В 2006 году упомянутый портал был в очередной раз уличён в пиратстве и таким же образом наказан.
Практически параллельно с решением о выплате морального возмещения Мошков получил грант на миллион рублей от Роспечати на развитие библиотеки.
16 июля 2007 года ряд российских СМИ сообщил о том, что интернет-портал подвергся распределённой DoS-атаке. Об этом сообщил и Максим Мошков в своём блоге. Атака на портал началась ночью 15 июля. Огромное количество запросов из распределённой сети компьютеров, которые, скорее всего, были заражены вирусом, привело к увеличению входящего трафика портала более чем до 100 мегабит в секунду, что привело к неработоспособности сайта 15 июля. За считанные дни функциональность сайта была восстановлена, но ещё некоторое время он работал нестабильно.

## Принцип работы
Основной раздел содержит оцифрованные произведения, присланные пользователями. Выделен раздел для свободной самостоятельной публикации своих литературных текстов «Журнал „Самиздат“», аналогичный проект для публикации музыкальных произведений «Музыкальный хостинг», проект «Заграница» для путевых заметок и впечатлений о жизни за пределами России, проект «Военная литература» и несколько других специальных проектов.
Дизайн библиотеки не менялся с момента создания. Как поясняет Мошков, у него абсолютно отсутствуют художественный вкус и идеи по смене дизайна. В то же время для него важно, чтобы сайт смотрелся красиво в разных браузерах и притом был удобен в использовании по медленным каналам связи. Как следствие, тот дизайн, что посетитель лицезреет на lib.ru — единственный вариант, устраивающий Мошкова. Для некоторых распространённых требований есть варианты вёрстки — адаптированный html и простой текст без переводов строки, — которые можно выбрать из меню в правом верхнем углу.

## Попадание в Федеральный список экстремистских материалов
Часть библиотеки, а именно некоторые материалы с сайта «Самиздат», включены в Федеральный список экстремистских материалов под номером 381 по решению Череповецкого городского суда Вологодской области от 13.04.2009. В результате часть провайдеров Рунета полностью заблокировала доступ к сайту, а не к конкретным материалам. Сайт был вынужден сменить домен на samlib.ru, доступ к которому также был перекрыт частью российских провайдеров (по состоянию на 01.06.2015 г.).

## Разделы сайта
- Русская классика (az.lib.ru)
- Военная литература (militera.lib.ru)
- Остросюжетная литература (det.lib.ru)
- Современная фантастика (fan.lib.ru)
- Современная литература (lit.lib.ru)
- Музыкальный хостинг (music.lib.ru)
- Активный туризм (turism.lib.ru)
- Заграница (world.lib.ru)
- Журнал «Самиздат» (samlib.ru)
- Библиотека «Артефакт» (artefact.lib.ru)